# Mõnnuste
Mõnnuste − wieś w Estonii, w prowincji Sarema, w gminie Kärla. Według danych na rok 2011 wieś zamieszkiwało 65 osób.